# Ochyrotica
Ochyrotica is een geslacht van vlinders van de familie vedermotten (Pterophoridae), uit de onderfamilie Ochyroticinae.

## Soorten
- O. africana (Bigot, 1969)
- O. bjoernstadti Gielis, 2008
- O. borneoica Gielis, 1988
- O. breviapex Gielis, 1989
- O. celebica Arenberger, 1988
- O. concursa Walsingham, 1891
- O. connexiva Walsingham, 1891
- O. cretosa Durrant, 1915
- O. fasciata Walsingham, 1891
- O. gielisi Arenberger, 1990
- O. javanica Gielis, 1988
- O. juratea Gielis, 2011
- O. koteka Arenberger, 1992
- O. kurandica Arenberger, 1988
- O. mexicana Arenberger, 1990
- O. misoolica Gielis, 1988
- O. moheliensis Gibeaux, 1994
- O. placozona Meyrick, 1921
- O. pseudocretosa Gielis, 1991
- O. rufa Arenberger, 1987
- O. salomonica Arenberger, 1991
- O. taiwanica Gielis, 1990
- O. toxopeusi Gielis, 1988
- O. willyi Gielis, 2011
- O. yanoi Arenberger, 1988